# Brontes
Brontes (gr. Βρόντης Bróntēs ‘grzmot’) – w mitologii greckiej, najmłodszy cyklop, syn Uranosa i Gai, pracować miał w kuźni Hefajstosa wewnątrz Etny.